# Rubén García Arnal
Rubén García Arnal (Zaragoza, Provincia de Zaragoza, España, 14 de julio de 1980), era un futbolista español. Jugaba de centrocampista defensivo. 

## Clubes
| Club                          | País   | Año       |
| ----------------------------- | ------ | --------- |
| UD Fraga                      | España | 2001-2002 |
| UE Lleida                     | España | 2002-2007 |
| Racing de Ferrol              | España | 2007-2008 |
| Lorca Deportiva CF            | España | 2008-2009 |
| Racing de Ferrol              | España | 2009-     |
| UE Lleida                     | España | 2010-2010 |
| Centre d'Esports L'Hospitalet |        |           |

## Palmarés

### Campeonatos nacionales
| Título             | Club      | País   | Año     |
| ------------------ | --------- | ------ | ------- |
| Segunda División B | UE Lleida | España | 2003/04 |

- Datos: Q7376484